# 사운드 블라스터 X-Fi

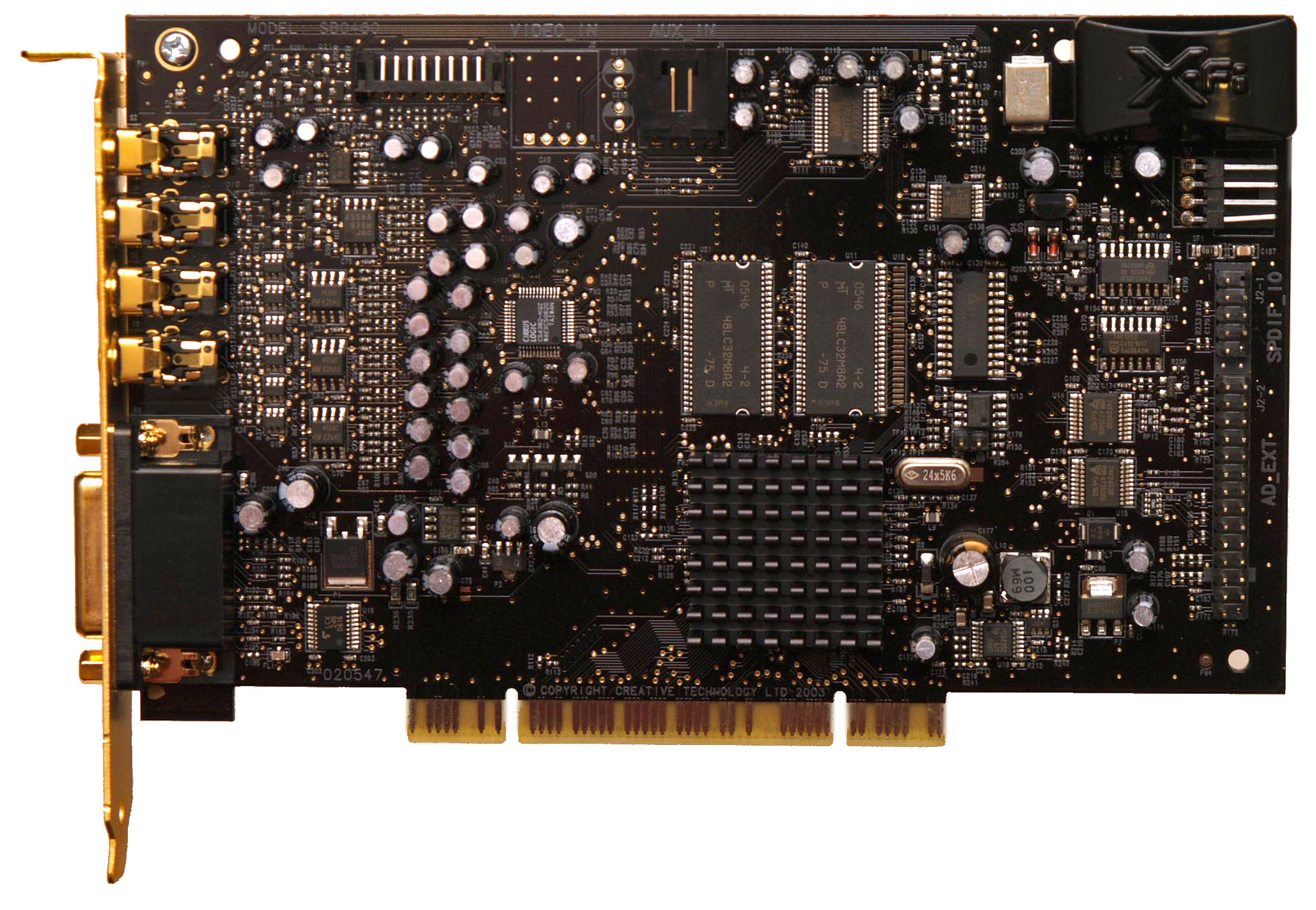
사운드 블라스터 X-Fi XtremeGamer Fatal1ty Pro

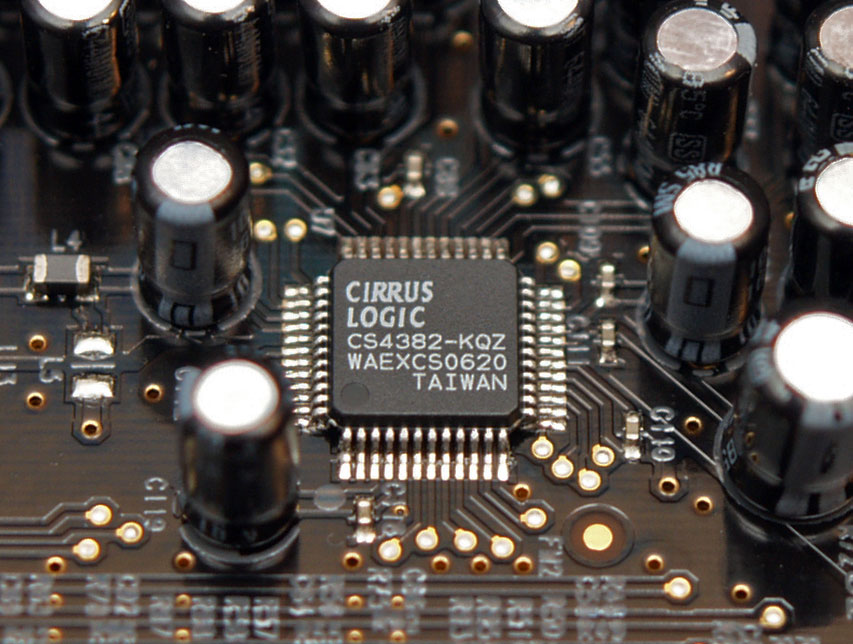
Sound Blaster X-Fi Fatal1ty 위의 8 채널 디지털-아날로그 변환회로 시러스 로직 CS4382 칩

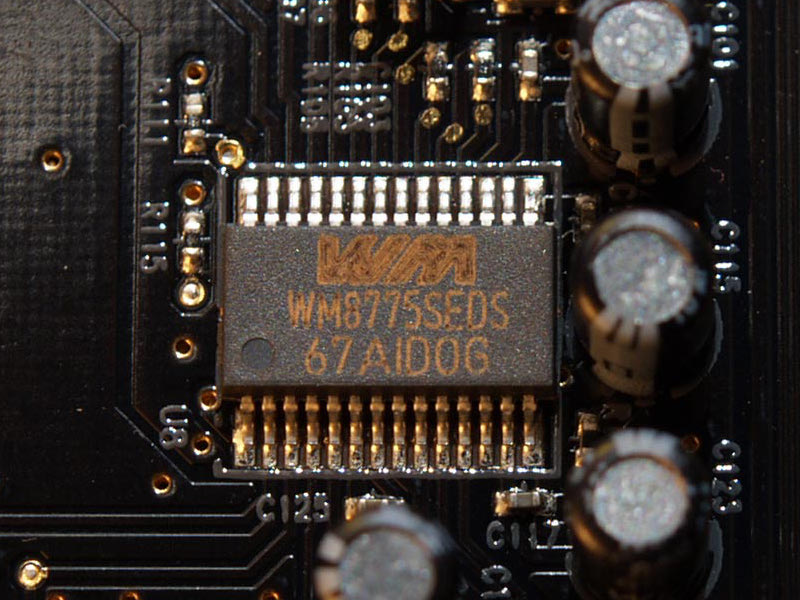
X-Fi Fatal1ty Pro 위의 4 채널 스테레오 다중 송신 아날로그-디지털 변환회로 울프슨 마이크로일렉트로닉스 WM8775SEDS 칩

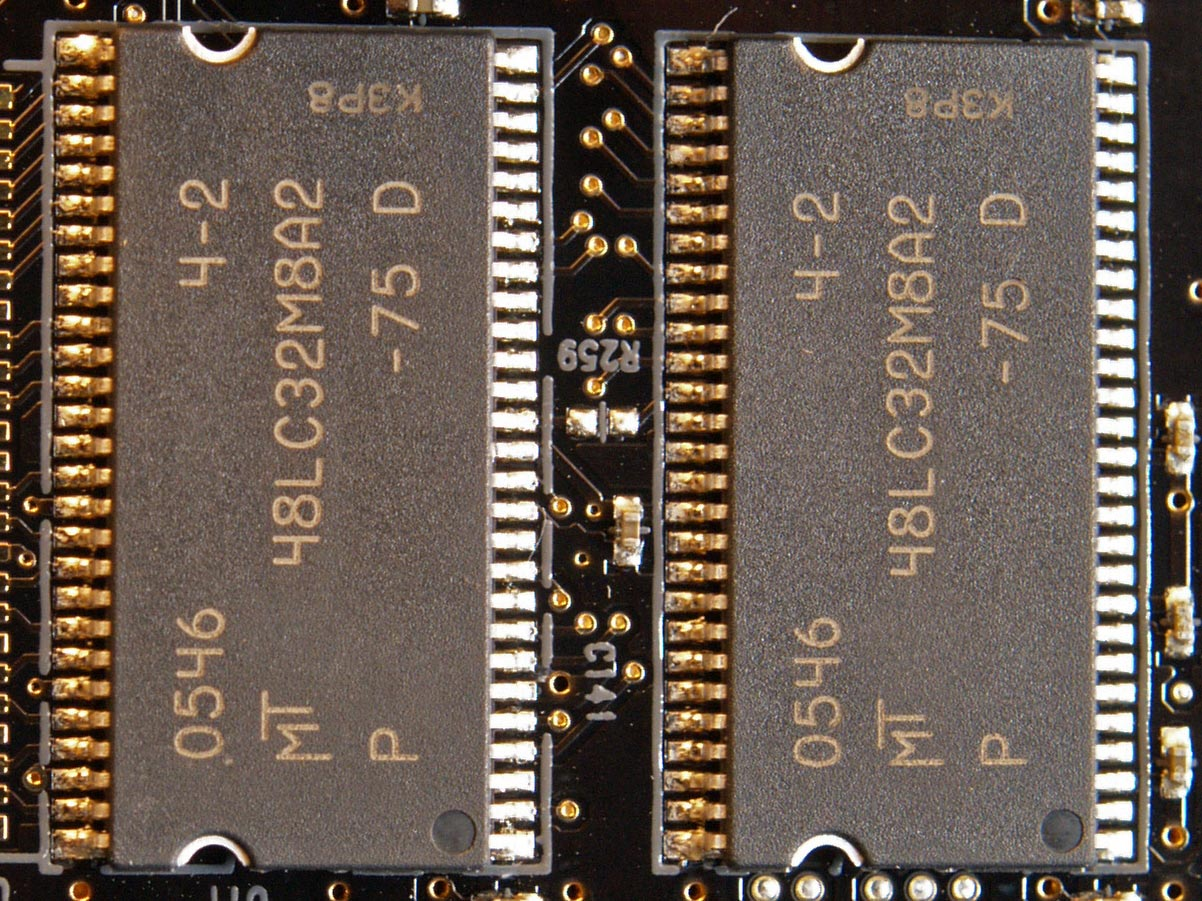
Fatal1ty Pro의 64 메가바이트 사운드 메모리 (두 개의 마이크론 48LC32M8A2-75 C SDRAM 칩

사운드 블라스터 X-Fi는 크리에이티브 테크놀로지가 개발한 PCI 사운드 카드이다. PC의 확장 카드이다. X-Fi는 Extreme Fidelity의 준말로 2005년 8월에 처음 공개되었고, 지금은 XtremeMusic부터 Platinum, Fatal1ty FPS, Elite Pro 구성까지 자리잡았다.

## X-Fi 기능
- 24비트 크리스털라이저
- CMSS-3D
- EAX 음향
- SVM
- 그래픽 이퀄라이저
- 믹서
- 돌비 디지털 비트스트림 출력
- DTS 비트스트림 출력
- 리눅스 지원

2007년 9월 24일에, 크리에이티브 랩스는 다음의 사운드 블라스터 X-Fi 시리즈 사운드 카드를 위한 리눅스 64비트 운영 체제를 지원하는 클로즈드 소스의 비지원 베타 드라이버를 공개하였다.
- 크리에이티브 사운드 블라스터 X-Fi Elite Pro
- 크리에이티브 사운드 블라스터 X-Fi Platinum
- 크리에이티브 사운드 블라스터 X-Fi Fatal1ty
- 크리에이티브 사운드 블라스터 X-Fi XtremeGamer
- 크리에이티브 사운드 블라스터 X-Fi XtremeMusic

## X-Fi 종류
| 카드                     | 공개 날짜   | 신호 대 잡음 비율 | 칩     | 램           | 입출력 콘솔 | 입출력 드라이브 상자 | 리모컨    | 비고 |
| ------------------------ | ----------- | ----------------- | ------ | ------------ | ----------- | -------------------- | --------- | --- |
| Elite Pro                | 2005년 8월  | 116db             | CA20K1 | 64메가바이트 | 기본 내장   | -                    | 기본 내장 | 추가 소프트웨어 기본 내장                                                                                  |
| Fatal1ty                 | 2005년 8월  | 109db             | CA20K1 | 64메가바이트 | 선택 사항   | 기본 내장            | 기본 내장 | Fatal1ty FPS / Fatal1ty Edition / Platinum Fatal1ty Champion라고도 알려짐                                  |
| XtremeGamer Fatal1ty Pro | 2006년 10월 | 109db             | CA20K1 | 64메가바이트 | 선택 사항   |                      | 선택 사항 | |
| Platinum (중단)          | 2005년 8월  | 109db             | CA20K1 | 2메가바이트  | 선택 사항   | 기본 내장            | 기본 내장 | |
| XtremeMusic (중단)       | 2005년 8월  | 109db             | CA20K1 | 2메가바이트  | 선택 사항   |                      | 선택 사항 | OEM 생산 제품에서는 여전히 쓰이고 있음                                                                     |
| Digital Audio            | 2005년 9월  | 109db             | CA20K1 | 2메가바이트  | 선택 사항   |                      | 선택 사항 | 일본에서만 팔리던, 추가 잭 확장이 포함된 XtremeMusic이었으나 중단되었음                                    |
| XtremeGamer              | 2006년 10월 | 109db             | CA20K1 | 2메가바이트  | -           |                      | 선택 사항 | XtremeMusic을 대체하는 무게가 절반인 카드                                                                  |
| Xtreme Audio             | 2006년 10월 | <109db            | CA0106 | -            | -           |                      | 선택 사항 | 절반 중량. 나머지 시리즈에 쓰이는 EMU20K1 칩셋이 없음. 오디지 2 SE와 SB Live! 24-bit와 같은 칩셋을 사용함. |

## 같이 보기
- 크리에이티브 테크놀로지
- 사운드 블라스터
- 사운드 카드

## 참조
1. ↑  “보관된 사본”. 2007년 10월 16일에 원본 문서에서 보존된 문서. 2007년 12월 22일에 확인함.